# Augustus E. Willson

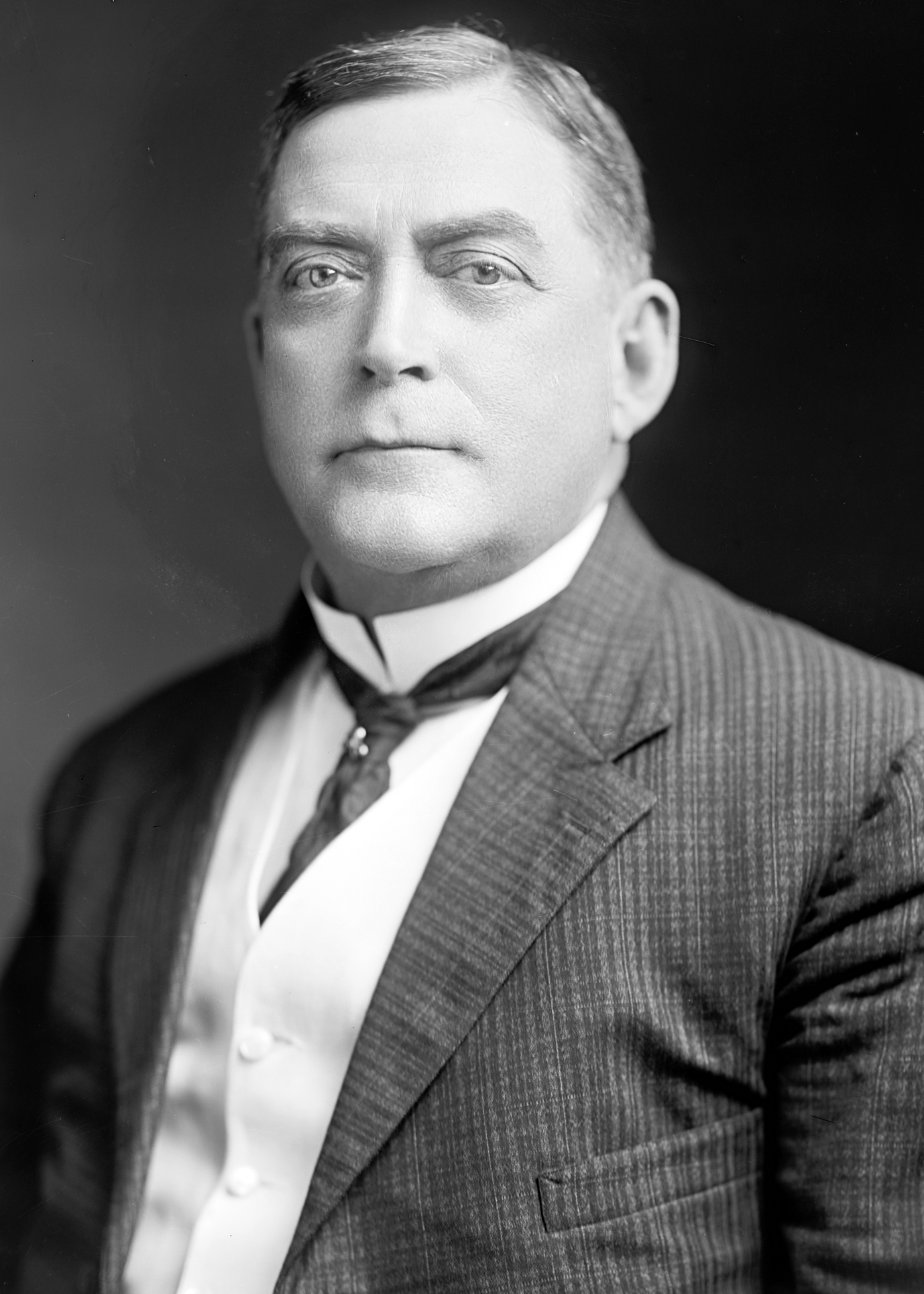
Augustus Willson

Augustus Everett Willson (* 13. Oktober 1846 in Maysville, Kentucky; † 24. August 1931 in Louisville, Kentucky) war ein US-amerikanischer Politiker und der 36. Gouverneur des Bundesstaates Kentucky.

## Frühe Jugend und politischer Aufstieg
Augustus Willson erhielt seine schulische Ausbildung im Staat New York. Er besuchte die Alfred Academy und die Harvard University. Anschließend studierte er an der Harvard Law School Jura und wurde 1870 als Rechtsanwalt zugelassen. Danach arbeitete er als Anwalt für John Marshall Harlan, den späteren Vorsitzenden des Obersten Bundesgerichts der USA (Chief Justice of the United States). Die beiden blieben lebenslange Freunde.
Willson gehörte der Republikanischen Partei an und war zwischen 1884 und 1916 auf fast allen Republican National Conventions als Delegierter anwesend. Er verpasste lediglich die Parteitage 1896 und 1900. Es fiel ihm allerdings schwer, in ein öffentliches Amt gewählt zu werden. Mehrere Versuche, in den Kongress zu gelangen, scheiterten ebenso wie eine Kandidatur für den Senat von Kentucky. Im Jahr 1903 unterlag er in den republikanischen Vorwahlen Morris B. Belknap. Vier Jahre später gelang es ihm dann doch, die Nominierung seiner Partei zu erhalten.

## Gouverneur von Kentucky
Aufgrund der Zersplitterung innerhalb der Demokratischen Partei über die Frage der Prohibition gelang es ihm, die Wahlen mit 51,2 % der Stimmen gegen Samuel Hager (46,9 %) zu gewinnen. Seine Amtszeit begann am 10. Dezember 1907 und endete vier Jahre später am 12. Dezember 1911. Zwei Ereignisse aus seiner Regierungszeit sind erwähnenswert. Zum einen machte er oft von seinem Begnadigungsrecht Gebrauch. So wurden fast alle Beteiligten des Mordes an dem früheren Gouverneur William Goebel, einschließlich des verdächtigen Ex-Gouverneurs William Taylor, begnadigt. Dieses Vorgehen war nicht unumstritten und hatte einen parteipolitischen Beigeschmack. Zum anderen ist noch erwähnenswert, dass er zur Niederschlagung von Unruhen im westlichen Teil des Landes (Black Patch Tobacco Wars) den militärischen Ausnahmezustand verhängte. Ansonsten hatte der Gouverneur keine großen politischen Erfolge, was auch daran lag, dass er für seine Vorschläge keine Mehrheiten fand. Bundesweit war er von 1908 bis 1910 Vorsitzender der Nationalen Gouverneurstagungen.
Nach dem Ende seiner Amtszeit wurde er wieder Anwalt in Louisville. Von 1910 bis 1919 war er im Aufsichtsgremium der Harvard University. Willson starb am 24. August 1931. Er war mit Mary Elizabeth Eklin verheiratet.